# 62-й резервний корпус (Третій Рейх)
LXII-й (62-й) резервний ко́рпус (нім. LXII. Reservekorps) — резервний корпус Вермахту, що виконував завдання охорони тилу німецьких військ за часів Другої світової війни. 5 серпня 1944 переформований на 62-й армійський корпус на території Південної Франції.

## Історія
LXII-й резервний корпус сформований 9 вересня 1942 з особового складу резерву III військового округу в Берліні. Незабаром резервний корпус був перекинутий залізницею через Франкфурт-на-Одері, Ліссу, Радом, Люблін та Ковель на Західну Україну до Генеральної округи Волинь-Поділля в район Рівного, де зосередився в період з 2 по 6 жовтня 1942.
Резервний корпус, який мав у своєму складі 3 резервні дивізії (143-ю, 147-му та 153-ю) отримав бойове завдання на організацію охорони залізничного сполучення та боротьби з партизанами у районах з залізничними вузловими центрами у Києві, Коростяні, Луцьку, Сарнах, Чернігові, Фастові та Житомирі.
З 9 по 13 лютого 1943 штаб корпусу з підрозділами забезпечення був передислокований до Дубно, увесь цей час корпус перебував в оперативному підпорядкуванні штабу III військового округу та Генерального штабу ОКХ.
Протягом усього 1943 року 62-й резервний корпус брав найактивнішу участь у боротьбі з партизанським рухом на Західній та в Центральній Україні, а також на півдні Білорусі. Основні заходи антипартизанської, контррозвідувальної діяльності та охорони важливих об'єктів зосереджувалися у районах Коростень, Житомир, Гомель, Рівне, Київ, Луцьк, Ковель, Новоселиця, Стрий, Полонне та Овруч.
З 1 жовтня 1943 року, отримавши наказ на передислокацію до Франції, формування корпусу, продовжуючи активну боротьбу з партизанським рухом в Україні, поступово переміщувалися до Брод. Починаючи з 16 січня 1944 року, дивізії та управління резервного корпусу з залізничної станції Броди були перекинуті через усю Європу на південь Франції.
Протягом січня частини корпусу були зосереджені в районі французького міста Ле-Бур, де увійшли до складу 19-ї армії групи армій «D». Разом з іншими військовими формуваннями армії 62-й резервний корпус виконував завдання з оборони французького середземноморського узбережжя на випадок вторгнення військ союзників. 5 серпня 1944, за кілька діб до початку висадки англо-американського морського та повітряного десантів у ході операції «Драгун», корпус був переформований на 62-й армійський корпус.

## Райони бойових дій
- Німеччина (вересень 1942);
- СРСР (Райхскомісаріат Україна) (жовтень 1942 — січень 1944);
- Південна Франція (січень — серпень 1944).

## Командування

### Командири
- генерал-лейтенант, з 1 жовтня 1942 генерал від інфантерії Фердинанд Нойлінг (нім. Ferdinand Neuling) (9 вересня 1942 — 5 серпня 1944).

### Підпорядкованість
| Час      | Армія                           | Група армій           | Штаб    |
| -------- | ------------------------------- | --------------------- | ------- |
| 1942     |                                 |                       |         |
| Жовтень  | Командування Вермахту «Україна» | —                     | Рівне   |
| 1943     |                                 |                       |         |
| Січень   | Командування Вермахту «Україна» | —                     | Рівне   |
| Листопад | Командування Вермахту «Україна» | Група армій «Південь» | Дубно   |
| 1944     |                                 |                       |         |
| Січень   | z. Vfg.                         | Група армій «D»       | —       |
| Квітень  | 19-та армія                     | Група армій «D»       | Ле-Бур  |
| Травень  | 19-та армія                     | Група армій «G»       | Марсель |

## Бойовий склад 62-го резервного корпусу
Формування управління, забезпечення та підтримки
- 219-те артилерійське командування (Arko 219),
- 462-га корпусна моторизована рота зв'язку (Nachrichten-Kompanie 462 (mot);
- 68-й резервний піхотний батальйон (Infanterie-Ersatz-Bataillon 68), пізніше 68-й резервний гренадерський батальйон (Grenadier-Ersatz-Bataillon 68).

- 143-тя резервна дивізія (143. Reserve-Division);
- 147-ма резервна дивізія (147. Reserve-Division);
- 153-тя резервна дивізія (153. Reserve-Division);

- 148-ма резервна дивізія (148. Reserve-Division);
- 242-га піхотна дивізія (242. Infanterie-Division).